# Edwardsiana alcorni
Edwardsiana alcorni är en insektsart som beskrevs av Erhard Christian 1954. Edwardsiana alcorni ingår i släktet Edwardsiana och familjen dvärgstritar. Inga underarter finns listade i Catalogue of Life.